# Quận Montgomery, Kentucky
Quận Montgomery là một quận thuộc tiểu bang Kentucky, Hoa Kỳ.
Quận này được đặt tên theo. Theo điều tra dân số của Cục điều tra dân số Hoa Kỳ năm 2000, quận có dân số người. Quận lỵ đóng ở.

## Địa lý
Theo Cục điều tra dân số Hoa Kỳ, quận có diện tích km2, trong đó có km2 là diện tích mặt nước.

## Thông tin nhân khẩu
Theo điều tra dân số 2 năm 2000, quận này đã có dân số 22.554 người, 8.902 hộ gia đình, và 6.436 gia đình sống trong quận hạt. Mật độ dân số là 114 trên một dặm vuông (44 / km2). Có 9.682 đơn vị nhà ở mật độ trung bình là 49 trên một dặm vuông (19 / km2). Về cơ cấu chủng tộc, quận này có tỷ lệ dân như sau: 95,07% người da trắng, 3,48% da đen hay Mỹ gốc Phi, 0,15% người Mỹ bản xứ, 0,11% châu Á, Thái Bình Dương 0,03%, 0,35% từ các chủng tộc khác, và 0,82% từ hai hoặc nhiều chủng tộc. 1,15% dân số là người Hispanic hay Latino thuộc một chủng tộc nào.
Có 8.902 hộ, trong đó 33,60% có trẻ em dưới 18 tuổi sống chung với họ, 57,70% là đôi vợ chồng sống với nhau, 11,20% có nữ hộ và không có chồng, và 27,70% là không lập gia đình. 23,90% hộ gia đình đã được tạo ra từ các cá nhân và 10,50% có người sống một mình 65 tuổi hoặc lớn tuổi hơn. Cỡ hộ trung bình là 2,49 và cỡ gia đình trung bình là 2,93.
Sự phân bố tuổi là 24,90% dưới độ tuổi 18,% 8,70 18-24, 30,20% 25-44, 23,40% từ 45 đến 64, và 12,90% từ 65 tuổi trở lên người. Độ tuổi trung bình là 36 năm. Đối với mỗi 100 nữ có 94,60 nam giới. Đối với mỗi 100 nữ 18 tuổi trở lên, đã có 91,00 nam giới.
Thu nhập trung bình cho một hộ gia đình trong quận đã được USD 31.746, và thu nhập trung bình cho một gia đình là USD 36.939. Phái nam có thu nhập trung bình USD 31.428 so với 20.941 USD của phái nữ. Thu nhập bình quân đầu người của dân cư quận này là 16.701 USD. Có 12,50% gia đình và 15,20% dân số sống dưới mức nghèo khổ, bao gồm 18,10% những người dưới 18 tuổi và 17,30% của những người 65 tuổi hoặc hơn.